# 中國交通建設集團
中国交通建设集团有限公司，简称中国交建集团，是中华人民共和国一家主要從事建筑工程製造的特大型中央企业，除了製造工程以外，該公司還有實驗室可進行改良技术升級、勘察、设计、服务与生產设备制造的的功能，它的主要業務集中在和基礎交通設施有關的行業上。

## 历史
2005年12月18日，原中国港湾建设（集团）总公司和原中国路桥（集团）总公司合并重组设立中国交通建设集团有限公司，为特大型中央企业。
2010年8月5日中国房地产开发集团整体并入中国交通建设集团有限公司，成为其全资子企业，但現時未有注入上市公司的計劃。

## 分支机构

### 子集团
- 中交疏浚（集团）股份有限公司
- 中交房地产集团有限公司

### 外经平台企业
- 中国港湾工程有限责任公司
- 中国路桥工程有限责任公司
- 中国水利电力对外有限公司

### 基建企业
- 中交第一航务工程局有限公司
- 中交第二航务工程局有限公司
- 中交第三航务工程局有限公司
- 中交第四航务工程局有限公司
- 中交一公局集团有限公司
- 中交第二公路工程局有限公司
- 中交第三公路工程局有限公司
- 中交建筑集团有限公司（原中交第四公路工程局有限公司）
- 中交路桥建设有限公司
- 中交隧道工程局有限公司
- 中交机电工程局有限公司
- 中国交通建设股份有限公司总承包经营分公司

### 设计企业
- 中交水运规划设计院有限公司
- 中交公路规划设计院有限公司
- 中交第一航务工程勘察设计院有限公司
- 中交第二航务工程勘察设计院有限公司
- 中交第三航务工程勘察设计院有限公司
- 中交第四航务工程勘察设计院有限公司
- 中交第一公路勘察设计研究院有限公司
- 中交第二公路勘察设计研究院有限公司
- 中国公路工程咨询集团有限公司
- 中交基础设施养护集团有限公司
- 中国市政工程东北设计研究总院有限公司
- 中国市政工程西南设计研究总院有限公司
- 中交煤气热力研究设计院有限公司
- 中交铁道设计研究总院有限公司

### 投资运营企业
- 中交投资有限公司
- 中交城市投资控股有限公司
- 中交海洋投资控股有限公司
- 中交资产管理有限公司
- 中交财务有限公司
- 中交国际（香港）控股有限公司
- 中交产业投资控股有限公司
- 中交投资基金管理（北京）有限公司
- 中交建融租赁有限公司
- 中交海南建设投资有限公司
- 中交海西投资有限公司
- 中交华东投资有限公司
- 中交华中投资有限公司
- 中交东北投资有限公司
- 中交西南投资发展有限公司
- 中交西北投资发展有限公司
- 中交京津冀投资公司
- 中交云南高速公路发展有限公司
- 中交哈尔滨地铁投资建设有限公司

### 装备制造企业
- 中交郴州筑路机械有限公司
- 上海振华重工（集团）股份有限公司
- 中国公路车辆机械有限公司
- 中交西安筑路机械有限公司
- 中交天和机械设备制造有限公司

### 金融服务企业
- 中交投资基金管理（北京）有限公司
- 中交财务有限公司
- 中交融资租赁有限公司

### 其他业务
- 中国交通物资有限公司

### 事业部
- 港航疏浚事业部
- 路桥轨道交通事业部
- 装备制造海洋重工事业部
- 海外事业部
- 投资事业部
- 房地产事业部

### 区域总部
- 海西区域总部
- 海南区域总部
- 新疆区域总部
- 华东区域总部
- 东北区域总部
- 西南区域总部
- 西北区域总部
- 华中区域总部
- 京津冀区域总部
- 华南区域总部[2]

## 外部連結
- 中國交通建設股份有限公司官方網站（页面存档备份，存于）
- 上海振華港口機械
- 中国港湾（页面存档备份，存于）
- 中国路桥（页面存档备份，存于）
- 喬恩荷蘭集團